# لاورا ریگان
لاورا ریگان
(به انگلیسی: Laura Regan) (زاده‌ٔ ۱۹۷۷ میلادی کانادا) بازیگر آمریکایی-کانادایی است.
او در تابستان سال ۲۰۰۷ بافرهاد صفی نیا فیلمساز مطرح ایرانی ازدواج کرد.

شهرت او بیشتر برای بازی در فیلم‌های مرد نامریی ۲  و نجات جسیکا لینچ درنقش جسیکا لینچ است.این فیلم در سال ۲۰۰۳ از شبکه ان بی سی پخش شده‌است.

## فیلم‌ها
- نشکن (به انگلیسی: Unbreakable) ‏ (۲۰۰۰)
- یکی دوستت دارد (به انگلیسی: Someone Like You) ‏ (۲۰۰۱)
- آنها (به انگلیسی: They) ‏ (۲۰۰۲)
- چشم کوچک من (به انگلیسی: Dead Silence) ‏ (۲۰۰۲)
- نجات جسیکا لینچ (به انگلیسی: Saving Jessica Lynch) ‏ (۲۰۰۳)
- نعمت‌ها (به انگلیسی: Blessings) ‏ (۲۰۰۳)
- مرد نامریی ۲ (به انگلیسی: Hollow Man 2) ‏ (۲۰۰۶)
- سکوت مرده (به انگلیسی: Dead Silence) ‏ (۲۰۰۷)
- بازی پسر فقیر (به انگلیسی: Poor Boy's Game) ‏ (۲۰۰۷)
- چگونه یک قاتل زنجیره‌ای شویم (به انگلیسی: How to Be a Serial Killer) ‏ (۲۰۰۳)